# Strezimir
Strezimir (makedonsky: Стрезимир, albánsky: Strazimiri) je historická vesnice v Severní Makedonii. Leží na území opštiny Gostivar v Položském regionu. Její území spadá pod správu obce Brodec.
Oblast vesnice je sídlem hraniční policie a jedna z oblíbených horolezeckých lokalit.

## Geografie
Pozůstatky vesnice se nacházejí v oblasti Gorna Reka, na úpatí pohoří Korab.
Území obce spadá pod katastr vesnice Brodec, avšak jediný způsob, jak se dostat od Strezimiru, je přes vesnice Mavrovo Anovi nebo Trnica.

## Historie
Na počátku 19. století byla vesnice Strezmir obývána migrujícími Albánci. V roce 1879 zde proběhlo jedno z makedonských povstání.
Vesnice byla zničena v letech 1912-1918 během Balkánské války.

## Obyvatelstvo
Při osmanském sčítání lidu v roce 1876 bylo zaznamenáno ve vesnici 40 domácností a 136 albánských obyvatel.
Podle záznamů Vasila Kančova z roku 1900 zde žilo 180 albánských křesťanů a 56 albánských muslimů.
V roce 1911 zde žilo již jen 26 obyvatel a následně byla vesnice kompletně vysídlena.